# Semiothisa josefaria
Semiothisa josefaria är en fjärilsart som beskrevs av William Schaus 1901. Semiothisa josefaria ingår i släktet Semiothisa och familjen mätare. Inga underarter finns listade i Catalogue of Life.